# Aa of Weerijs
Der Fluss Aa of Weerijs (Name in dieser Form – „Aa oder Werijs“ – gebräuchlich)  entspringt in der belgischen Provinz Antwerpen, wo er durch die Vereinigung der Großen Aa aus Wuustwezel und der Kleinen Aa aus Brecht entsteht. Von hier aus fließt er in nördlicher Richtung und passiert nach einigen Kilometern südlich von Zundert die belgisch-niederländische Grenze. In der nordbrabantischen Stadt Breda mündet er in die Bovenmark. Diesem Zusammenfluss verdankt die Stadt Breda ihren Namen: Brede Aa bedeutet so viel wie breite Aa. Ab hier fließt das Wasser der Aa of Weerijs und der Bovenmark unter dem Namen Mark und später Dintel zum Volkerak, von dem es zur Oosterschelde und damit zur Nordsee gelangt.
Weite Teile des Flusslaufes der Aa of Weerijs sind heute kanalisiert, doch bestehen Planungen, das Flussbett wieder zu renaturieren.
Siehe auch: Liste der Gewässer namens Aa